# NRJ Music Awards de 2021
O NRJ Music Awards de 2021 foi realizado em 20 de novembro de 2021, no Palais des Festivals, em Cannes, na França. A cerimônia foi transmitida ao vivo pela rede de televisão francesa TF1 e pela estação de rádio NRJ, foi apresentada por Nikos Aliagas, e teve como canção-tema "Stay", de The Kid Laroi e Justin Bieber.
Os indicados foram anunciados em 11 de outubro de 2021, e a votação seguiu até 19 de novembro de 2021, véspera da cerimônia. Os artistas a se apresentarem na cerimônia foram revelados em 18 de de novembro de 2021. Os vencedores foram revelados em 20 de novembro de 2021, data da exibição da cerimônia.

## Performances
| Artista(s)                | Canção(ões)                      | Apresentado(s) por |
| ------------------------- | -------------------------------- | ------------------ |
| Ed Sheeran                | "Bad Habits"                     | Nikos Aliagas      |
| Angèle                    | "Bruxelles Je T’aime"            | Nikos Aliagas      |
| Kendji Girac              | "Évidemment"                     | Nikos Aliagas      |
| Soprano                   | "Plus Près des Étoiles" "Dingue" | Nikos Aliagas      |
| Adele                     | "Easy on Me"                     | Nikos Aliagas      |
| Clara Luciani             | "Respire Encore"                 | Nikos Aliagas      |
| Tayc                      | "Le Temps"                       | Nikos Aliagas      |
| Grand Corps Malade Louane | "Derrière le Brouillard"         | Nikos Aliagas      |
| Gims Vitaa                | "Pirate"                         | Nikos Aliagas      |
| Coldplay BTS              | "My Universe"                    | Nikos Aliagas      |
| Dadju                     | "Mon Soleil"                     | Nikos Aliagas      |
| Mcfly & Carlito           | "Je Ne Suis pas Chauve"          | Nikos Aliagas      |
| Amel Bent Hatik           | "1,2,3"                          | Nikos Aliagas      |
| Polo & Pan                | "Ani Kuni"                       | Nikos Aliagas      |
| Ed Sheeran                | "Shivers"                        | Nikos Aliagas      |
| Sia Amir                  | "1+1"                            | Nikos Aliagas      |
| Slimane & Vitaa           | "XY"                             | Nikos Aliagas      |
| Imagine Dragons           | "Wrecked"                        | Nikos Aliagas      |
| Louane                    | "Aimer à Mort"                   | Nikos Aliagas      |
| Jérémy Frérot             | "Un Homme"                       | Nikos Aliagas      |
| Juliette Armanet          | "Le Dernier Jour du Disco"       | Nikos Aliagas      |
| Ofenbach Ella Henderson   | "Hurricane"                      | Nikos Aliagas      |

Notas
1. 1 2 3  Ao vivo de Los Angeles, Califórnia, nos Estados Unidos.

## Vencedores e indicados
Os indicados foram anunciados em 11 de outubro, e os vencedores foram revelados em 20 de novembro de 2021.
| Cantor Francófono (apresentado por Shy'm) | Cantora Francófona (apresentado por Soprano e Kendji Girac) |
| --- | --- |
| - Dadju - Gims - Grand Corps Malade - Hatik - Jérémy Frérot - Keen'V - Kendji Girac - Soprano - Tayc - Vianney | - Eva - Amel Bent - Clara Luciani - Hoshi - Juliette Armanet - Louane - Wejdene - Yseult |
| Cantor Internacional (apresentado por Franck Gastambide e Cindy Bruna) | Cantora Internacional (apresentado por Louane e Ed Sheeran) |
| - Ed Sheeran - Justin Bieber - Lil Nas X - Shawn Mendes - The Weeknd - Tom Gregory | - Dua Lipa - Ava Max - Billie Eilish - Camila Cabello - Doja Cat - Shakira - Sia |
| Grupo / Duo Francófono (apresentado por Inès Reg e Tom Gregory) | Grupo / Duo Internacional (apresentado por La Zarra e Duncan Laurence) |
| - Vitaa & Slimane - 13'Organisé - Indochine - Polo & Pan - Therapie Taxi | - Coldplay - Imagine Dragons - Måneskin - Maroon 5 - Silk Sonic |
| Canção Francófona do Ano (apresentado por Inès Reg e Hugo Gaston) | Canção Internacional do Ano (apresentado por DJ Snake) |
| - Kendji Girac - "Évidemment" - Amel Bent e Hatik - "1,2,3" - Clara Luciani - "Respire Encore" - Dadju - "Mon Soleil" - Grand Corps Malade e Louane - "Derrière le Brouillard" - Jérémy Frérot - "Un Homme" - Louane - "Aimer à Mort" - Soprano - "Dingue" - Tayc - "Le Temps" - Vitaa & Slimane - "XY"                                                         | - Ed Sheeran - "Bad Habits" - Imagine Dragons - "Follow You" - Justin Bieber com part. de Daniel Caesar e Giveon - "Peaches" - Olivia Rodrigo - "Good 4 U" - Shouse - "Love Tonight" - The Kid Laroi e Justin Bieber - "Stay" - The Weeknd - "Save Your Tears"                 |
| Colaboração Francófona do Ano (apresentado por Clara Luciani) | Colaboração Internacional do Ano (apresentado por Léna Situations e Just Riadh) |
| - Amel Bent e Hatik - "1,2,3"" - Dadju e Anitta - "Mon Soleil" - Gims com part. de Dhurata Dora - "Only You" - Grand Corps Malade e Louane - "Derrière le Brouillard" - Kendji Girac & Soolking - "Bebeto" - M. Pokora e Dadju - "Si On Disait" - Siacom part. de Amir - "1+1"                                                                                  | - Coldplay e BTS - "My Universe" - Black Eyed Peas e Shakira - "Girl Like Me" - DJ Snake e Selena Gomez - "Selfish Love" - Elton John e Dua Lipa - "Cold Heart (Pnau Remix)" - The Kid Laroi e Justin Bieber - "Stay" - The Weeknd e Ariana Grande - "Save Your Tears (Remix)" |
| Revelação Francófona do Ano (apresentado por Manu Levy e Keen'V) | Revelação Internacional do Ano (apresentado por Iris Mittenaere e Sébastien Cauet) |
| - Naps - Angelcy - Céphaz - Hervé - La Zarra - WeRe-VaNa | - Olivia Rodrigo - Bad Bunny - Duncan Laurence - Faouzia - Justin Wellington - The Kid Laroi |
| Clipe do Ano (apresentado por Polo & Pan) | DJ do Ano (apresentado por Angèle) |
| - Vitaa & Slimane - "De l'Or" - DJ Snake e Selena Gomez - "Selfish Love" - Ed Sheeran - "Bad Habits" - Grand Corps Malade e Louane - "Derrière le Brouillard" - Julien Doré - "Waf" - Lil Nas X - "Montero (Call Me by Your Name)" - Soprano - "Près des Étoiles" - Tayc - "Le Temps" - The Kid Laroi e Justin Bieber - "Stay" - The Weeknd - "Save Your Tears" | - DJ Snake - David Guetta - Kungs - Martin Garrix - Ofenbach - Robin Schulz |
| Artista com Certificação Décupla de Diamante (apresentado por Nikos Aliagas) | Prêmio de Mérito (apresentado por Nikos Aliagas) |
| Kendji Girac | Imagine Dragons |